# Liste der Monuments historiques in Sainte-Barbe (Moselle)
Die Liste der Monuments historiques in Sainte-Barbe führt die Monuments historiques in der französischen Gemeinde Sainte-Barbe auf.

## Liste der Bauwerke
| Bezeichnung      | Beschreibung           | Standort                     | Kennzeichnung | Schutzstatus | Datum | Bild           |
| ---------------- | ---------------------- | ---------------------------- | ------------- | ------------ | ----- | -------------- |
| Kirche Ste-Barbe | ab dem 16. Jahrhundert | Place Claude Badouche (Lage) | PA00106987    | Classé       | 1979  | weitere Bilder |

## Liste der Objekte
| Bezeichnung                  | Beschreibung                           | Standort                       | Kennzeichnung | Schutzstatus | Datum | Bild |
| ---------------------------- | -------------------------------------- | ------------------------------ | ------------- | ------------ | ----- | ---- |
| Skulptur Heiliger Benedikt   | Stein, farbig gefasst, 17. Jahrhundert | in der Kirche Ste-Barbe (Lage) | PM57000434    | Classé       | 1990  |      |
| Skulptur Heilige Scholastika | Stein, farbig gefasst, 17. Jahrhundert | in der Kirche Ste-Barbe (Lage) | PM57000435    | Classé       | 1990  |      |